# Мартинівка (Рівненський район)
Мартинівка — село в Великоомелянській сільській громаді,, у Рівненському районі Рівненської області, Україна. Населення становить 122 осіб.

## Географія
Село розташоване за приблизно 3 км від с. Дібрівки. до обласного центру та центру громади приблизно — 20 км. Площа населеного пункту становить 47 га, Кількість населення — 122 особи.
Недалеко від села тече річка Гнилушка

## Історія

### Заснування села
Згідно оригіналу договору написаного перед царським нотаріусом в м. Рівне дня 23.11.1873 року Договір було підписано між польським шляхтичем А. Й. Порчинським з Новосілок (Дворович) та його сестрами на одному боці та групою чеських поселенців на чолі з Йозеф Дворжак на другому боці. Було закуплено разом 278,96 гектарів = 255 десятин і 366 шагів, з яких 0,96 гектарів було орної землі, 0,28 га не орної землі, останнє - був ліс. Загальна ціна була 4000 рублів сріблом.
Засновники Мартинівки:  Йозеф Дворжак, Франтішек Бачовський, Йозеф Бачовський, Ян Церел, Ян Духачек, Ян Дворжак, Марія Главачкова, Ян Голас, Ян і Цецілія Янкові, Ян Кліма, Ян Коварж, Гінек Крчма, Йозеф і Франтішка ЛАЙВЄНБРОВІ, Франтішек Маур, Ян Міла,  Франтішек Моравец, Йозеф Моравец, Вацлав Моравец, Ян Штепанек, Ян Вендольські.
Всі походили з округу Полічка (Policka) сіл Вітєєвес (Vítějeves), Богуньов (Bohuňov), Рогозна (Rohozná).

### Походження назви
При підписані договору керувались тим, що засноване село назвав пан Порчінскі, який запропонував назвати його Мартіновка, тому що його асесор-управитель цих лісів мав прізвище Мартіновски.
Жаль, що не виявлено свідчень, чи існувала Мартинівка до чеської колонізації, чи мала вона під такою назвою хоча б статус урочища. Маємо лише усномовний спогад дворовицьких старожилів, ніби в минулому Мартинівкою тут називали дубовий гай, належний власнику Мартинові. Інші кажуть, що в тому гаю були забудови лісника і Мартина. І оскільки знаходились біля шляхового тракту, казали: «Там коло Мартина». А коли двір Мартина згорів, це місце стали називати Мартинівкою. Кажуть, що на той час поселення мало лише 5 невеличких садиб, розкиданих на яристих висотах.

### Основні дати
- 23 липня 1873 — заснування села Мартинівка
- 1884–1886 — «Мартиновка» (подекуди «Марціновка») мала статус колонії на 30-40 дворів з адміністративною підпорядкованістю Грушвиці
- 1887 — Мартинівка стає самостійною адміністративною одиницею, на сході села ухвалено укріпити дороги, містки, водостоки.
- 1888 — закладення сільського кладовища
- 1889 —  поблизу «Тарновой гури» (Тернової гори) біля Мартинівки пограбовано проїжджого крамаря. З цього приводу в колонію прибули волосні слідчі для допитів.
- Близько 1898 року — Франтішек Бачовські заклав в селі першу хмелярню
- Біля 1908 року — в селі почали будувати муровані будинки
- 1912 — староста Янко побудував першу цегельню
- 1912 — Йозеф Вендольські побудував велику муровану корчму з танцювальним залом.
- 1914-1926 — будівництво школи
- 1920 — Леополд Бачовські, Гнідек і Шустр збудували моторовий млин на дві пари валків з одним каменем.
- 1926 рік — побудовано римо-католицьку каплицю на сільському кладовищі.
- 1928/1929 — засновано Дружину добровільних пожежників. Головою було обрано Йозефа Лайнвебра, навчання проводив Арношт Єгербліх, касиром був Франтішек Крчма, секретарем Йозеф ЗБІЄРАЄВСКІ. Дружина взяла під опіку театральний гурток і закінчила виготовлення сцени. Режисером був Франтішек ГАВЛІЧЕК
- 1932-1933 — побудовано цегляне пожежне депо - «збройніцу», було закуплено цистерни на воду, віз-лафет, пожежний насос
- 1935 — І. Дубец побудував цегельню.
- 18 квітня 1947 — рееміграція чеських колоністів в Судетську область Чехословаччини
- 1978 — в Мартинівці було закрито початкову школу
- Середина 1980-х — розібрано чеську будівлю в якій розміщувалися сільський клуб та бібліотека
- 2018 — поблизу сільського клубу збудовано дитячий майданчик
- 2019 — в селі облаштовано вуличне освітлення

## Населення
Нараховує зараз понад 60 дворів, 120 мешканців.

### Мова
Розподіл населення за рідною мовою за даними перепису 2001 року:
| Мова       | Кількість | Відсоток |
| ---------- | --------- | -------- |
| українська | 122       | 100%     |

## Архітектурні пам'ятки

### Римо-католицька каплиця
В 1926 році громада села Мартинівка на сільському кладовищі збудувала римо-католицьку каплицю. В 2018-2019 роках проводиться реставрація каплиці.

### Чеська школа
З 1914 по 1926 рік в селі було побудовано школу.
1. ↑  Рідні мови в об'єднаних територіальних громадах України — Український центр суспільних даних